# La Tache
Pour les articles homonymes, voir La Tache (homonymie).
La Tache (titre original : The Human Stain ; littéralement « La tache humaine ») est un roman américain de Philip Roth publié en 2000 aux États-Unis, paru en français le 4 septembre 2002 aux éditions Gallimard et ayant reçu la même année le prix Médicis étranger.
Avant-dernier roman du « cycle Nathan Zuckerman », il s'agit de l'un des romans les plus appréciés de son auteur.

## Présentation

### Résumé
Coleman Silk, vieil homme révolté, vient trouver le narrateur, Nathan Zuckerman (en), pour lui demander de l'aider à écrire son histoire. Son épouse vient de mourir, usée par la cabale contre son mari, ancien doyen de l'université d'Athena, ancien professeur de lettres classiques, forcé de prendre une retraite anticipée à la suite d'accusations de racisme. Bien vite, les deux hommes renoncent à ce projet, mais deviennent amis. Puis les méandres de la vie de Coleman les éloignent.
Le récit, que reconstitue Zuckerman, de la fin de vie de Coleman, entremêlé de retours en arrière sur la vie de celui-ci et sur celle d'autres protagonistes, dévoile le secret pour lequel Coleman refusa de se défendre contre une accusation pitoyable.

### Contexte
La Tache se déroule en 1998 aux États-Unis, pendant la période de procédure d'impeachment du président Bill Clinton lors du scandale « Monica Lewinsky ».
C'est le troisième roman de Roth situé après la Seconde Guerre mondiale et qui traite de thèmes sociaux (notamment le passing).
Roth a précisé en 2012 dans The New Yorker que ce roman s'inspire  d'une « chasse aux sorcières » dont a été victime son ami Melvin Tumin (en). Professeur de sociologie à l'université de Princeton, Tumin a dû longuement se défendre de toute intention raciste à la suite d'un malentendu sur l'interprétation  du terme « spooks » qu'il avait employé à propos de deux étudiants afro-américains absentéistes. C'est ce même incident que Roth a repris comme élément déclencheur de la chute de Coleman Silk. Dans l'article au New Yorker, Roth réfute l'hypothèse, soutenue par de nombreux commentateurs littéraires, selon laquelle il aurait pris l'écrivain Anatole Broyard (en) pour modèle de son héros. Broyard et Silk ont en commun de cacher leurs origines afro-américaines afin d'échapper aux règlements ségrégationnistes, mais, rétorque Roth, « des milliers, probablement des dizaines de milliers, d'hommes et de femmes à la peau claire » ont fait de même.
L'essentiel de l'action se déroule en Nouvelle-Angleterre, ou plutôt au New Jersey : Comté d'Essex (New Jersey), Newark (New Jersey), East Orange, Monts Berkshire, etc.

### Personnages
- Coleman Silk (1926-1998). Jeune adulte, son alias de boxeur Silky Silk. Doyen de l'Université.
- son père Clarence Silk, ex opticien, patron de bar, juif et sa mère Gladys. Le frère aîné de son père, son oncle Jack, a gardé le patronyme Silberzweig.
- ses frère et sœur, Walt(er) et Ern(estine).
- ses compagnes : Steena Palsson (1950-1954), Ellie Magee, Iris Gittelman (1954-1998), Faunia Farley (1998),
  - leurs familles, dont surtout Les(ter) Farley, époux de Faunia, vétéran du Vietnam, souffrant de troubles de stress post-traumatique, et leurs alliés.
- ses enfants conçus avec Iris : Jeff(rey), Michaël (Mike), et les jumeaux Lisa et Mark(ie).
- les présidents de l'Université : Pierce Roberts, puis Haines,
- Delphine (Wallincourt-)Roux, qui a succédé à un poste de responsabilité universitaire précédemment occupé par Silk. Sa secrétaire Margo Luzzi. Arthur Sussman, un collègue enseignant économiste.
- les collègues de l'Université : Smoky Hollenbeck (gestion des bâtiments), ex amant de Faunia. Herb(ert) Keble, E. I. Lonoff...
- Étudiants : Tracy Cummings (ostracisée), Elena Mitnick (féministe),
- Ethel et Morris Gittelman, parents d'Iris.
- les autres : Doc Chizner, dentiste et fan de boxe, Nathan Zuckerman (voisin écrivain, principal narrateur), Nelson Primus (avocat), le docteur Fensterman et son fils Bert(ram) de l'âge de Coleman. Mac Machrone, entraîneur de boxe de Silky Silk.
- les vétérans de l'armée américaine : Lou(ie) Borrero et Tess son épouse, Chet, Lynx, Swift, et leurs traumatismes psychologiques...
- Sally & Peg de l'élevage écologique où Faunia œuvrait, entre autres jobs.
- le père de Faunia, vieil homme, âgé et dépendant, et sa garde-malade Sylvia.
- les morts au Vietnam comme Kenny.

### Incipit
L'Incipit est : 

« À l'été 1998, mon voisin Coleman Silk, retraité depuis deux ans, après une carrière à l'université d'Athena où il avait enseigné les lettres classiques pendant une vingtaine d'années puis occupé le poste de doyen les seize années suivantes, m'a confié qu'à l'âge de soixante-et-onze ans il vivait une liaison avec une femme de ménage de l'université qui n'en avait que trente-quatre. »

### Médias contenus dans l'ouvrage
L'auteur convoque les médias suivants :
- La musique de Lady Be Good interprété par Count Basie et une bande de musiciens
- Le CD de The Man I Love[6]
- Babbitt de Sinclair Lewis[7]
- Les pièces de théâtre : Hippolyte et Alceste[8]
- l'œuvre de Milan Kundera[9]
- L'Idéologie allemande de Karl Marx et Engels[10]
- LIliade[11] et l'Odyssée
- Moby-Dick[12]

Il invite à aller voir les films de Kurosawa, Andreï Tarkovski, Fellini, Antonioni, Fassbinder, Wertmuller, Satyajit Ray, René Clair, Wim Wenders, François Truffaut, Jean-Luc Godard, Claude Chabrol, Alain Resnais, Eric Rohmer, Jean Renoir

## Prix et distinctions
- 2000 : 
  - New York Times, Editors' Choice[14]
  - Koret Jewish Book Award[15]
  - Chicago Tribune Editor's Pick[15]
- 2001 : 
  - PEN/Faulkner Award
  - Prix WH Smith
- 2002 : 
  - Prix Médicis étranger
  - Meilleur livre de l'année 2002 du magazine Lire

## Adaptation
- 2003 : La Couleur du mensonge (The Human Stain), film américain de Robert Benton avec Anthony Hopkins et Nicole Kidman.

## Édition
- La Tache, trad. Josée Kamoun, éditions Gallimard, 2002  (ISBN 2070759075).